# Denis Côté (musicien)
 (février 2024).
Si vous disposez d'ouvrages ou d'articles de référence ou si vous connaissez des sites web de qualité traitant du thème abordé ici, merci de compléter l'article en donnant les références utiles à sa vérifiabilité et en les liant à la section « Notes et références ».
Pour les articles homonymes, voir Côté (homonymie) et Denis Côté.
Denis Côté (né le 15 juillet 1950, à Sainte-Christine-d'Auvergne, dans le comté de Portneuf) est un accordéoniste canadien du folklore québécois. Il est aussi un animateur, un chanteur et un comédien.
Denis Côté est attiré par la musique folklorique et l'accordéon dès l'âge de 15 ans. C'est sa grand-mère, Alouisia Marcotte, qui lui enseigna ses premières notes musicales. Denis Côté a été influencé par les premiers disques de musique traditionnelle, dont ceux de Gérard Lajoie et des Montagnards Laurentiens, Tico Petit, André Petit, des Montagnards Laurentiens, Tico Petit et André Petit. Au cours des années 1980, il est considéré, aux côtés de Philippe Bruneau, Tommy Duschesne ainsi que René Alain de la famille Soucy, comme un accordéoniste marquant de la musique de folklore canadienne-française.
En 1965, il a commencé à animer des noces (que les gens de Portneuf appelaient « enterrement »). Il jouait seul mais, lorsqu'il a commencé à jouer à la télévision, il a joué avec le groupe Constellation. Un groupe de renommée dans Portneuf .

## Début de sa carrière
Soudeur de formation, il occupera plusieurs emplois et il débuta officiellement sa carrière professionnelle au Québec en musique folklorique en 1974.
En 1976, il a joué durant l'ouverture des olympiques avec l'orchestre de Jean Carignan, ce qui lui a ouvert des portes. Il a fait partie d'une troupe de folklore, Les gens de mon pays, qui a représenté le Canada à Dijon, en France, où les musiciens ont gagné un prix de l'Académie Charles-Cros.

## Ses instruments de musique
Il joue avec une Messervier, une Breton (fabrique a la main par Clement Breton), un accordéon à trois rangées Hohner Corona II, une Weltmeister(Allemagne) et une Excelsior (Italie).

## Son répertoire musical
Il joue notamment des pièces de Gérard Lajoie, Joseph Allard, Joe Bouchard, les Montagnards Laurentiens, la famille Soucy et René Alain. Il est reconnu pour interpréter des pièces folkloriques, dont La bastringue, Les fraises et les framboises, le reel Sainte-Anne et le reel de la Pointe-au-Pic

## Carrière à la télévision
Il a dû apprendre à faire de l'animation et des pièces plus commerciales, mettant de côté des pièces plus traditionnelles, lors de ses premières apparitions à la télévision. Il sera accordéoniste dans les émissions de télé telles que À la Canadienne en 1975, Monsieur Pointu SVP, Dans tous les cantons, et Soirée Canadienne au réseau Télé-Métropole en 1982-1983 avec le pianiste Simon Blanchette et le contre-bassiste Yvon Guillemette. Sans oublier de nombreuses participations à des émissions de variétés. En 2008, il a participé à l'émission Pour l'amour du country diffusée à ARTV,.

## Ses collaborations avec des artistes internationaux
Il a accompagné sur scène des artistes tels que Joe Dassin, Gilbert Bécaud et presque tous les artistes Québécois. Il a aussi fait la première partie d'un spectacle de Johnny Cash à Milwaukee.

## Un talent multidisciplinaire
- Il peut jouer de la musique rétro à la guitare, du folklore à l'accordéon, de la danse en ligne et même du bavarois.
- Il enseigne le karaté et la musique lui inspire des mouvements. Tout comme Elvis Presley dans les années 1970.
- Il enregistre aussi des albums de country auquel il greffe des pièces de folklore.
- Il fait entre 150 et 200 spectacles par année, dont en moyenne 34 festivals aux mois de juillet et août de chaque année.
- Il a joué au Brésil, aux États-Unis, au Festival Western de Saint-Tite, au Capitole de Québec et au Grand Théâtre de Québec.

## Discographie
- 28 albums

## Prix et distinctions
- 1976 : récipiendaire d'un prix de L'Académie Charles-Cros à Dijon en France, rejoignant ainsi quelques Québécois ayant obtenu ce grand prix dont Félix Leclerc.
- 1980 : nommé «Monsieur Country» au Québec.
- 1982 : folkloriste de l'année.
- 1985 : récipiendaire de L'acte musical de l'année.
- 2006 : médaille de l'Assemblée nationale.
- 2020 : Ouverture en son honneur de la salle de spectacles La cabane festive située au cœur du village touristique d’Au Chalet en Bois Rond à Sainte-Christine-d'Auvergne.